# Stadion Akademik w Sofii
Stadion Akademik (bułg. Стадион Академик) – stadion sportowy w Sofii, stolicy Bułgarii. Obiekt może pomieścić 10 000 widzów. Swoje spotkania rozgrywają na nim piłkarze klubu Akademik Sofia.